# Consuelo Araújo Noguera
Consuelo Araújo Noguera, née le 1er août 1940 à Valledupar et morte le 29 septembre 2001 dans la même ville, était une femme politique colombienne. Elle a été ministre de la Culture sous la présidence d'Andrés Pastrana Arango.
Elle a été enlevée et assassinée par ses ravisseurs, la guérilla des FARC, alors en pourparlers de paix avec le gouvernement du président Andrés Pastrana.